# Maria Söderberg (fotograf)

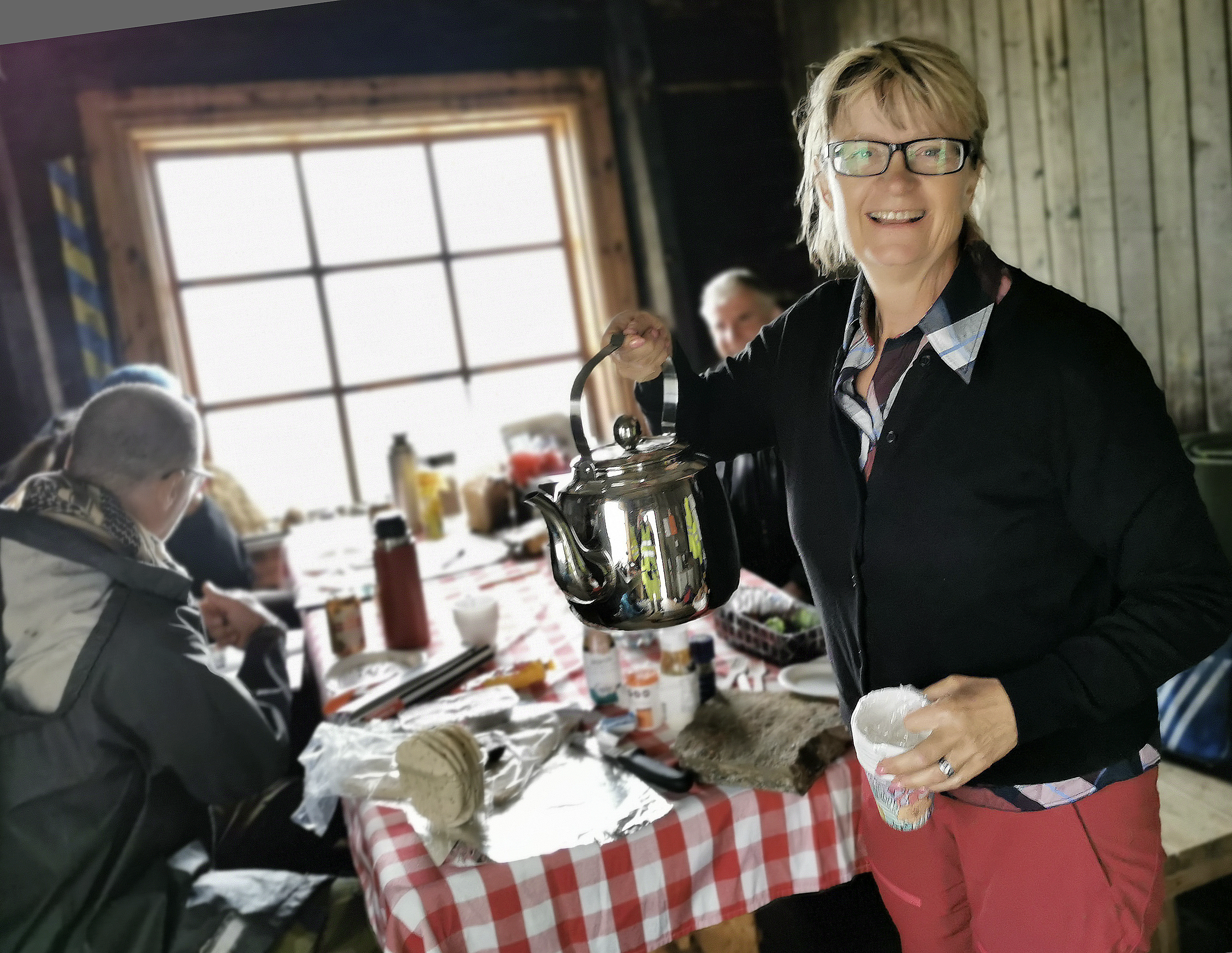
Maria Söderberg i gruvstugan på Nasafjäll 2021.

Maria Söderberg, född 22 mars 1959 i Arjeplog, Lappland, är en svensk fotograf och skribent.  
Söderberg började som lokalreporter på Piteå-Tidningen 1978. Hon bedrev 1982-1986 studier på Socialhögskolan vid Stockholms universitet och avlade socionomexamen 1986 med inriktning förvaltningskunskap.
Hon gjorde reportageresor till Afghanistan, Pakistan och Indien under åren 1982-1992 tillsammans med Anders Sundelin vilket resulterade i reportage och utställningar samt en bok I krigets skugga samt medverkan i andra.
I mitten av 1990-talet reste Maria Söderberg till länder som Kazakstan, Kroatien, Serbien, Bosnien-Herzegovina, Egypten och USA. Vid Sovjetunionens upplösning 1991 var hon i Sankt Petersburg och genomförde en utställning om kriget i Afghanistan. Intresset för Ryssland resulterade i en utställning om narkotika som visades i elva ryska städer med start 1998 samt en bok.
Maria Söderberg har engagerat sig i kvinno- och demokratirörelsen i Vitryssland / Belarus sedan 1997. Utgångspunkten var en resa med författaren Ryszard Kapuscinski. Hon har varit producent för årliga litteraturresor till Vitryssland / Belarus i samarbete med Svenska Institutet och Kulturrådet. I samarbete med RNS och kulturföreningen Kalegium i Pinsk har hon producerat en utställning om narkotika, hiv/aids och människohandel, samt beskrivit nutida slavhandel i rapporten "Vitryssland: Drömmar och slavhandel" (2006).
Med boken "Blygruvan i Laisvall" har hon arbetat med besöksnäring i sin hemkommun Arjeplog där hon också ger ut tidningen Magasin Laisdalen (fram till 2011). Hon genomför guidade vandringar i fjällnatur sommartid och startade 2009 förlaget Midsommar.
2009 utsedd till kulturstipendiat i Arjeplogs kommun. 
Producerade 2001–2013 den s.k. Litteraturresan Belarus–Sverige med en lång rad framträdande författare i framför allt Belarus, men även i Polen, Ukraina, Litauen och Sverige. 
Söderberg tilldelades 2007 Svenska Akademiens pris för introduktion av svensk kultur utomlands.
Övriga priser som hon har blivit tilldelad är bland andra 1994 års Svenska Carnegie Institutets journalistpris, LO:s Kulturpris 2004, Ahlbäckpriset 2006 och Arbetets museums pris för bildverksamhet 2009. 
Hon har erhållit ett antal stipendier under åren från Författarfonden och fick 2009 ett tvåårigt arbetsstipendium, 2009 års Gullersstipendium.
Hon var med och startade vandrarrörelsen Top of Arjeplog 2012 som har förgreningar i andra kommuner.  
Hon utger Magasin Silvervägen en gång per år som i huvudsak innehåller artiklar om natur, litteratur och kultur med fokus på Arjeplogs kommun. 
Hon blev fil kand i historia 2018 vid Historiska institutionen, Stockholms universitet. 2025 avslutar hon sin magisterexamen i historia.
Hon har varit expeditionsledare i nätverket Expedition Nasafjäll som bidragit till inventering av det gamla gruvområdet på uppdrag av bland annat Länsstyrelsen i Norrbotten.  
2018 tog Maria Söderberg initiativ till en vandrar- och litteraturfestival i Jäckvik / Jäggeluaktta, Bok & Vandring. 2024 genomförs den för sjätte gången. 2023 tilldelades hon Bok & Vandring Gunborg och Sten Rosenströms Stiftelse för norrländskt kulturstöd.  
Hon utsågs 2019 till årets Arjeplogare.
2024 fick Maria Söderberg Östgruppen för demokrati och mänskliga rättigheter människorättspris ”En Fri Röst”.
2025 fick hon utmärkelsen årets ”Inspiratör” av 60plusbanken. Priset syftar till att hylla personer över 60 år som fortsätter att inspirera och göra avtryck inom forskning, litteratur, inspiration, entreprenörskap och idrott, samt att lyfta fram betydelsen av erfarenhet och mångfald i samhället. 

## Film
Dokumentärfilmen Länge leve gruvan! Första versionen klar 2008, 58 min. I samarbete med Filmpool Nord och SVT. 
En kortare version (29 min) visades på SVT 2010. 